# ツメナシカワウソ
ツメナシカワウソ（Aonyx capensis）は、食肉目イタチ科ツメナシカワウソ属に分類される哺乳類。

## 分布
アンゴラ、ウガンダ、エチオピア、エリトリア、ガーナ、カメルーン、ガンビア、ギニア、ギニアビサウ、ケニア、コートジボアール、コンゴ共和国、コンゴ民主共和国、ザンビア、シエラレオネ、ジンバブエ、スーダン、エスワティニ、セネガル、タンザニア、チャド、ナイジェリア、ナミビア、ニジェール、ブルキナファソ、ベナン、マラウイ、南アフリカ共和国、南スーダン、モザンビーク、リベリア、ルワンダ、レソト
コンゴ盆地を除くサハラ砂漠以南のアフリカ大陸広域に分布する。本種に含める説もある主にコンゴ盆地に分布するザイールツメナシカワウソAonyx congicaとは、ウガンダとルワンダで同所的に分布する。

## 形態
体長オス76.2 - 88センチメートル、メス73 - 73.6センチメートル。尾長オス46.5 - 51.5センチメートル、メス49.5 - 51.5センチメートル。体重オス11.5 - 21キログラム、メス10.6 - 14.2キログラム。カワウソ類としてはラッコ・オオカワウソに次いで3番目に大型。背面は薄褐色や濃褐色と変異が大きい。上唇から頬・喉・胸部にかけては白い。
後肢の趾の間にはわずかに襞があるが、前肢の指の間にはない。後肢の第1・5趾と、前肢の指には爪がない。後肢の第2 - 4趾には短い爪がある。
大臼歯は大型で幅広い。これにより魚類の骨や甲殻類を破砕することに適している。

## 分類
本種の化石は最も初期のものでは更新世の地層から報告例があり、アフリカ北部・南部・東部で化石の発見例がある。

以下の例のようにザイールツメナシカワウソを本種に含む説もある。以下の亜種の分類はMSW3(Wozencraft,2005)での、ザイールツメナシカワウソを含めた本種の分類に従う。和名は（白井, 1993）に従う。
- Aonyx capensis capensis (Schinz, 1821) ケープツメナシカワウソ
- Aonyx capensis congica Lönnberg, 1910 ザイールツメナシカワウソ（別種ザイールツメナシカワウソとする説もあり[5]）
- Aonyx capensis hindei (Thomas, 1905) ケニアツメナシカワウソ
- Aonyx capensis meneleki (Thomas, 1903) アビシニアツメナシカワウソ
- Aonyx capensis microdon Pohle, 1920 カメルーンツナメシカワウソ（別種ザイールツメナシカワウソとする説もあり[5]）
- Aonyx capensis philippsi Hinton, 1921 フィリップスツメナシカワウソ（別種ザイールツメナシカワウソとする説もあり[5]）

## 生態
主に淡水域に生息するが、一部の個体群は海岸でもみられる。ガマ属Typhaやヨシ属Phragmitesで覆われた浅い水域を好む。主に単独で生活するが、ペアと2 - 3頭の幼獣からなる家族群を形成することもある。小型発信器による調査では行動圏は4.9 - 1062.5ヘクタールで、主に1.1 - 138.9ヘクタールの行動圏内で生活するという報告例がある。
ツメナシカワウソは広大な沿岸平野から半乾燥地域、森林に覆われた地域まで分布する。南部アフリカのほとんどに生息し、通常枝葉に囲まれた恒久的水域付近で暮らしている。木、枝、及び落ちた木の葉を避難場所や木陰に利用する。陸上では動きが遅くやや不器用であり、餌の入手や捕食者から素早く逃げるために岸辺に巣穴を掘る。ケープ半島のファルスベイでは、海辺や岩礁で餌を漁ったり、浅瀬でボラ類を狩る様子が見られる。都市部では主に夜行性で、日中は草むらでじっとしている。ツメナシカワウソは基本的に単独で行動するが、5匹以下の家族グループの縄張り近くで生活する。縄張り内にそれぞれが個々の領域を持ち、つがいを求めない限りその境界を保つ。縄張りは肛門腺から分泌される臭いでマーキングされる。ツメナシカワウソはそれぞれ自身の領域で強い縄張り行動を示す。陸上では不器用だが水中では動き回り、一日中泳いで獲物を捕まえて過ごす。避難や休息、草葉で身体を擦るために地下の巣穴に戻る。尻尾は他の水生動物のように水中での移動や推進に使われ、歩行時や直立時のバランスを取るのにも役立つ。ツメナシカワウソは脅威が迫ると、近隣の仲間への警告と、捕食者を混乱させるために甲高い鳴き声を上げる。非常に暑い環境では体温を冷やすために水中に留まり、日中の最高気温から逃れるために巣穴で過ごす一方、体脂肪の絶縁層を持たないため、保温には断熱効果のある厚い体毛に頼る。
Anguilla bengalensis（ウナギ目）・Enteromius anoplus・Labeobarbus natalensis（コイ目）・Amphilius uranoscopus（ナマズ目）・ブラウントラウト・ブルーギル・オオクチバス・コクチバス・Micropterus punctulatus・Tilapia sparrmaniiなどの魚類、ツメガエル属Xenopusなどのカエル、Potamonautes属などのカニ類、昆虫などを食べる。主にカニ類を食べるが地域変異があり、地域によっては他の食物が主でカニ類が2番目であったり食性の割合が小さいこともある。例として旧ケープ州の海岸域では魚類が捕えた獲物の50 %を占め、カニ類は28 %、エビ類の1種Jasus lalandiiが11 %、アワビ類の1種Haliotis midaeが6 %という報告例がある。ジンバブエでは移入されたニジマスは食性の1 %未満とする報告例があるが、一方でクワズール・ナタール州では食性の88 %を移入された全長20センチメートル未満のマス類が占めるという報告例もある。冬季にオオバン類・ハクチョウ類などの大型のカモ類・アヒルなどを襲う可能性もあるが、捕食するのはまれとされる。獲物は前肢で探したり掴んでから、捕食する。
獲物の後ろに潜んで捕まえた後、岸に泳いでから食べる。前足はとても器用で、水底の泥を掘って獲物を探したり、石を持ち上げたり、木の下を調べるのに使われる。非常に敏感な洞毛で水中に潜む獲物の動きを感知する。
ナイルワニやサンショクウミワシは本種を襲う可能性はあるものの、主な天敵は人間でカニ用の漁法による混獲や交通事故などが挙げられる。
12月に交尾するとされるが、出産の報告例から南半球では乾季にも交尾を行うこともあることが示唆されている。妊娠期間は約63日。南アフリカ共和国では8月下旬に出産するとされる。1回に1 - 3頭の幼獣を産む。飼育下では1回に5頭の幼獣を産んだ例もある。生後16 - 30日で開眼する。授乳期間は45 - 60日。生後1年で性成熟する。飼育下での寿命は13年以上とされる。

## 人間との関係
移入されたニジマス、家禽などを食害する害獣とみなされることもある。
森林伐採や過放牧などによる生息地の破壊により生息数は減少している。毛皮用の採集、漁業の競合相手や害獣としての駆除および混獲などによる影響も懸念されている。1975年のワシントン条約発効時にはガーナの個体群がワシントン条約附属書IIIに、1977年にカワウソ亜科単位でワシントン条約附属書IIに掲載されている。1985年に亜種A. c. microdonのカメルーン・ナイジェリア個体群がワシントン条約附属書Iに掲載されている。
オッタートレイルは南アフリカにあるトレッキングコースであり、その周辺で見られるツメナシカワウソにちなんで命名された。トレッキングコース周辺のカワウソはコースがツィツィカマ国立公園内にあるため保護されている。